# Escut d'Abella de la Conca

Escut oficial d'Abella de la Conca

L'escut oficial del municipi d'Abella de la Conca, al Pallars Jussà, té el següent blasonament:
Escut caironat: de sable, una abella volant d'or. Per timbre, una corona de baró.
L'abella és el senyal parlant tradicional, al·lusiu al nom de la població segons l'etimologia popular. Els esmalts, or i sable, són els de les armes dels Abella, senyors de la baronia d'Abella, el centre de la qual era el castell de la vila, documentat des del segle x.

## Història

Antic escut d'Abella de la Conca

Va ser aprovat el 21 de juny de 1984 i publicat en el DOGC l'1 d'agost del mateix any amb el número 457, substituint l'escut antic, que es diferenciava en el fet que el camper era de gules, en comptes de sable, i no tenia corona, cosa que comporta canvis de concepte pel valor simbòlic dels esmalts. El blasonament antic era, doncs, en camp de gules, una abella d'or.
Amb el canvi, el nou escut adoptava el suport caironat, que seria a partir del 1987 el propi dels escuts municipals, d'acord amb la normativa de símbols catalans aprovada aquell any. El d'Abella de la Conca fou dels primers escuts adaptats al nou model, amb el qual ja es treballava en els estaments oficials, però que encara no tenia plena validesa, el 1984.